# 미스터 도
《미스터 도》(Mr. Do!, ミスタードゥ)는 1982년 유니버설이 개발한 아케이드 게임이다. 남코의 유명한 디그 더그 타이틀과 몇 가지 면에서 비슷한 미스터 도는 다양한 가정용 비디오 게임 콘솔과 시스템에서 대중화되었다. 미스터 도 시리즈 최초의 게임이며 기존 아케이드 캐비넷의 변환킷(타이토가 출시)이자 독립형 게임으로 출시되었다.
변환킷으로 출시된 최초의 아케이드 게임 중 하나로서, 미국에서 30,000개의 유닛이 판매되었다. 일본에서 네오 미스터 도(ネオミスタードゥ, Neo Mr. Do!)라는 이름으로 리메이크되었다. 1983년 비디오 아케이드 기반 게임쇼 스타케이드에 파퓰러 초이스로 선정되기도 했다.

## 클론
- 디거 (MS-DOS, 1983)
- Magic Meanies (ZX 스펙트럼, 1983)
- 헨리 (Henri, 아타리 8비트 컴퓨터, 1984)[2]
- Fruity Frank (암스트래드 CPC 및 MSX, 1984)
- Mr. Dig (아타리 8비트 컴퓨터, 코모도어 64, Tandy CoCo, 1984)[3][4]
- Mr. Ee (BBC 마이크로, 1984)
- Mr. Wiz (아콘 일렉트론/BBC 마이크로, 1984)
- Farmer Jack in Harvest Havoc (ZX 스펙트럼, 2006)[5]